# Biblioteca Jesús Delgado Valhondo
La Biblioteca Pública del Estado 'Jesús Delgado Valhondo' es una biblioteca pública ubicada en la ciudad de Mérida, capital de Extremadura. Se inauguró el día 5 de mayo de 1999. Forma parte de la red de Bibliotecas Públicas del Estado dependientes del Ministerio de Cultura de España. Tiene transferidas su gestión a la Comunidad Autónoma, el Estado mantiene la titularidad sobre los fondos, edificio e instalaciones, mientras que se transfiere a la Comunidad Autónoma, las competencias en materia de personal y gastos de funcionamiento.
 Lleva el nombre en honor al poeta, natural de Mérida, Jesús Delgado Valhondo
El edificio se levanta en la margen izquierda del río Guadiana. Tiene una superficie total de 4.900 m². Consta de cuatro plantas y dispone de los medios necesarios para dar respuesta a las demandas de la Sociedad de la Información.
El arquitecto Luis Arranz Algueró proyectó el edificio como tres cubos entrelazados, en los que se sitúan los principales servicios al público. Una gran cuña de granito, que surge del terreno, alberga el salón de actos, sobre el que actúa como cubierta un graderío, desde el que se puede disfrutar la magnífica vista del río y sus jardines, de los puentes y del centro histórico de la ciudad.
El enclave entre dos puentes, el romano y el Lusitania, y entre dos «ciudades», la nueva y la antigua, ha influido en la elección de los materiales de construcción tradicionales, como el granito, y nuevos, como el metal y el cristal.

## Servicios
- Préstamo de documentos: personal, colectivo e interbibliotecario.
- Préstamo en red
- Acceso a Internet y ofimática
- Comicteca
- Clubs de lectura
- Préstamo de libros electrónicos (eReaders) y eBiblo Extremadura y eFilm Extremadura
- Formación de usuarios
- Solicitud de instalaciones
- Salas en planta baja, primera planta y segunda planta: infantil, juvenil, préstamo, audiovisuales, consulta y fondo local, hemeroteca
- Salón de Actos: con aforo de 300 butacas, para conferencias, proyecciones, presentaciones de libros, seminarios...
- Sala de consulta y fondo local: armario de carga para dispositivos móviles y trabajos en grupo